# Kalihiwai
Kalihiwai é uma Região censo-designada localizada no estado americano de Havaí, no Condado de Kauai.

## Demografia
Segundo o censo americano de 2000, a sua população era de 717 habitantes.

## Geografia
De acordo com o United States Census Bureau tem uma área de
19,2 km², dos quais 16,3 km² cobertos por terra e 2,9 km² cobertos por água.

## Localidades na vizinhança
O diagrama seguinte representa as localidades num raio de 20 km ao redor de Kalihiwai.